# Marina Lameiro
Marina Lameiro Garayoa ( Pamplona, Navarra, 1986)  es una cineasta y productora de cine navarra. Su ópera prima fue el documental Young & Beautiful.

## Biografía
Marina Lameiro nació en Pamplona en 1986 y se licenció en Comunicación Audiovisual por la Universidad URJC de Madrid. En 2012 hizo un máster en Creación Documental en la Universidad Pompeu Fabra de Barcelona donde tuvo la oportunidad de trabajar con Viktor Kossakovsky y Marcel Lozinsky. Al año siguiente se especializó en montaje, realizando un posgrado en la misma universidad. Entre 2014 y 2015 se trasladó a Nueva York y realizó una residencia en el espacio UnionDocs con otros artistas. Allí dirigió el corto documental 300 Nassau sobre la gentrificación.
Junto a Garazi Erburu y Ione Atenea, su hermana fundaron la productora Hiruki Filmak para producir a su vez sus películas y ayudar a otras mujeres a hacer las suyas. 
Young & Beautiful (2018) es su primer largometraje, un retrato de varios jóvenes de su generación. Para realizar esta película, Marina Lameiro estuvo con los protagonistas durante dos años, siempre con la cámara en la mano, esperando los momentos. Con la cercanía de su cámara, los ayuda en los momentos más ligeros y vulnerables de su vida cotidiana: bailar, despertarse juntos, caminar por paisajes amados, dejarse llevar por el llanto y la risa, mientras buscan la forma de permanecer íntegros.
Durante 2019 grabó Dardara, un documental sobre el grupo Berri Txarrak y sus seguidores. Es un documental compuesto por imágenes rodadas durante la gira Ikusi Arte de Berri Txarrak, y refleja lo que ha sido la banda y su música para los fans, y lo que han sido los fans para la banda y su música. El foco principal de la película ha sido el sentir de los seguidores de la banda, las reflexiones de la banda y en especial de Gorka Urbizu, y por supuesto su música.

## Filmografía
- Demostración (2013), trabajo colaborativo)
- 300 Nassau (2016)
- Young & Beautiful (2018)[6]
- Dardara (2021)[7]
- Paraíso (2021) Realizado con Maddi Barber.[8][9]

## Premios
- Premios Feroz Nominación - Mejor Documental para Young & Beautiful.
- Punto de vista Premio del Público por Young & Beautifu.
- Atlántida Mallorca Film Fest. Premio en la categoría creativa para Young & Beautiful.
- Festival de Cine D´A. Premio impulso colectivo a Young & Beautiful.
- Fiesta Rizoma. Mejor película para Young & Beautiful.
- Cines Novos. Premio especial para Young & Beautiful.
- Festival Alcances. Mención especial del jurado: Young & Beautiful.
- Festival Margenes. Premio de la exposición NUMAX para Young & Beautiful.[10]